# In vivo
Istraživački eksperimenti  in vivo (lat. = unutar živog), su oni u kojima se efekti različitih bioloških entiteta testiraju na cijelim živim   organizmima, obično na životinjama,  uključujući i ljude i biljke. To se razlikuje od parcijalne  biopsije ili promatranja mrtvih organizama ili proučavanja  in vitro ("u staklu"), odnosno, u laboratorijskim uvjetima, uz uporabu epruveta, Petri posuda itd.

## Primjena
Primjeri istraživanja  in vivo uključuju: 
- patogenezu bolesti u odnosu efekte bakterijske infekcije s efektima pročišćenih bakterijskih toksina;
- razvoj antibiotika, antivirusnih lijekova i novih lijekova općenito;
- nove operativne zahvate i sl.

Shodno tome testiranja na životinjama i klinička ispitivanja su glavni elementi in vivo  istraživanja. In vivo testiranje se češće koristi od in vitro, jer je bolje prilagođeno za promatranje ukupnih efekata odgovarajućih eksperimenta.
Engleski mikrobiolog Harry Smith i njegove kolege su, sredinom 1950-ih, pokazali važnost studija in vivo. Otkrili su da su sterilni filtrati seruma iz životinja zaraženih Bacillus anthracis bili vrlo opasni za druge životinje, a s ekstraktima kulture tečnosti iz istog organizma nastale in vitro  to nije bilo. Ovo otkriće antraksnog otrova korištenjem  in vivo eksperimenata imalo je veliki utjecaj na istraživanja patogeneze zaraznih bolesti.
Maksima in vivo veritas  ("u živom je istina") se koristi za opisivanje ove vrste testiranja i je vezana za poznata latinsku poslovicu  In vino veritas ("u vinu je istina").

## OdnosIn vivo-Ex vivo
U mikrobiologiji in vivo  se češće koristi kada je eksperimentiranje urađeno u živim izoliranim stanicama, nego u čitavom organizmu. (Na primjer, u kulturama stanica izvedenih iz biopsije.) U ovoj situaciji, konkretniji je termin ex vivo. Kada se stanice proučavaju izvan cjjeline organizma, kao i drugi pojedinačni, testirani ili analizirani,  dijelovi, to je poznato kao in vitro.

## Primjena
Prema Christopheru Lipinskom i Andrewu Hopkinsu u Pravilu pet Lipinskog, koji se pitaju je li je cilj otkriti lijek  ili steći znanja o biološkim sustavima, prirodi i svojstvima kemijskih tvari, ne mogu se promatratii neovisno od sustava u kojem se testiraju. Komponente koje se vezuju za izolirane rekombinantne proteine su jedna stvar; kemijski alat koji može remetiti staničnu funkciju još jedna, a farmakološki agensi koje mogu tolerirati živi organizmi i remećenje njihovog sustava su još jedna. Kada bi bilo jednostavno utvrditi, svojstva potrebna da se razvije supstanca koja djeluje in vitro da bude aktivna i  in vivo, otkriće lijeka bi bilo pouzdano i dopušteno za proizvodnju.